# Giorgio Maggi (militare)
Giorgio Maggi (Alessandria, 12 novembre 1917 – Bregu Saliut, 13 febbraio 1941) è stato un militare italiano,  decorato con Medaglia d'oro al valore militare alla memoria durante la seconda guerra mondiale.

## Biografia
Nacque ad Alessandria il 12 novembre 1917, figlio di Alberto e Pizzorno Felicina, e dopo il diploma di ragioniere, nel 1936 entrò alla Regia Accademia Militare di Modena. Alla fine del primo anno venne nominato “scelto” ed alla fine del secondo anno ricevette in premio la sciabola della 22ª Divisione fanteria "Cacciatori delle Alpi". Terminata l'Accademia nel 1938, venne nominato sottotenente in servizio permanente effettivo e frequentò la scuola di applicazione di Parma per essere poi assegnato al 37º Reggimento fanteria "Ravenna" di stanza ad Alessandria. Nel giugno 1940, quando l'Italia entrò nel secondo conflitto mondiale, prese parte alle azioni di guerra sul fronte italo-francese, ove si distinse tanto da essere decorato con la croce di guerra al valor militare.  Promosso tenente, il 6 dicembre 1940 fu inviato in Albania ed assegnato alla 6ª Compagnia del 49º Reggimento fanteria "Parma".  Sul fronte greco–albanese venne subito dislocato in prima linea, dove il Regio Esercito combatteva in situazioni molto difficili dovute al terreno montuoso e particolarmente fangoso, nonché al rigido clima invernale. Il 13 febbraio 1941, mentre guidava il suo plotone alla conquista di un'importante posizione, rimase ferito. Rifiutò ogni cura e rimase alla testa dei suoi uomini fino a vittoria conseguita. A tarda sera, quando ormai la posizione era conquistata venne colpito da una granata rimanendo ucciso. Fu successivamente insignito della medaglia d'oro al valor militare alla memoria.